# Linha Erasmus (Metro de Roterdão)
A linha Erasmus é uma das duas linhas do metro de Roterdão, nos Países Baixos. Nasceu da linha Noord - Zuid, inaugurada a 9 de Novembro de 1968, e que circulava apenas entre a Centraal Station e Zuidplein. Após a sua expansão para sul, chegou até à estação de De Akkers, e recebeu o nome do célebre filósofo e humanista, Erasmo de Roterdão. Tem actualmente 17 estações e uma extensão de 21,5 km.